# カラスノゴマ
カラスノゴマ Corchoropsis crenata Sieb. et Zucc. は、黄色い花を付ける1年草。花の中央から仮雄蕊が特別に長く突き出しているのが目立つ。
現在のAPG分類体系ではアオイ科に分類される。従来の分類ではシナノキ科若しくはアオギリ科に分類されていた。

## 特徴
直立する1年生草本。茎の断面は丸く、直立に伸びて高さ30-60cmになる。葉は卵形で先端は少し尖り、基部は丸いか裁ち切ったような形で、縁には先の尖らない鋸歯が並ぶ。葉身は長さ2-7cm、幅2-4cmで葉柄は長さ1-2cm。葉身の表と裏の両側に星状毛がある。
花期は8-9月。葉腋から1つずつ黄色い花を付ける。花柄は長さ1-2cmで、萼片は長さ6-8mmで線状披針形、先端は尖っており、外側に星状毛がある。花弁と萼片はいずれも5個。萼片は開花時には完全に反り返る。花弁は倒卵形で長さ7-10mm。花の真ん中から5本の長い突出物があるが、これは仮雄蕊であり、長さ7-9mmあって先端は曲がる。雄蕊は仮雄蕊よりずっと短くてその基部にあり、数は10で、間に仮雄蕊を挟んで配置している。この花は俯きに咲く。
果実は蒴果で長さ2.5-3.5cm、幅3mmで少し曲がっており、表面は星状毛に覆われる。果実は3片に裂開し、裂開するとジグザグ状に曲がった中心の軸が見える。種子は卵形で3mmに満たず、横向きに隆起腺がある。
和名は蒴果の形が角状の円筒形で、ゴマのそれに似ることによるとも、種子がゴマのようであるからとも。

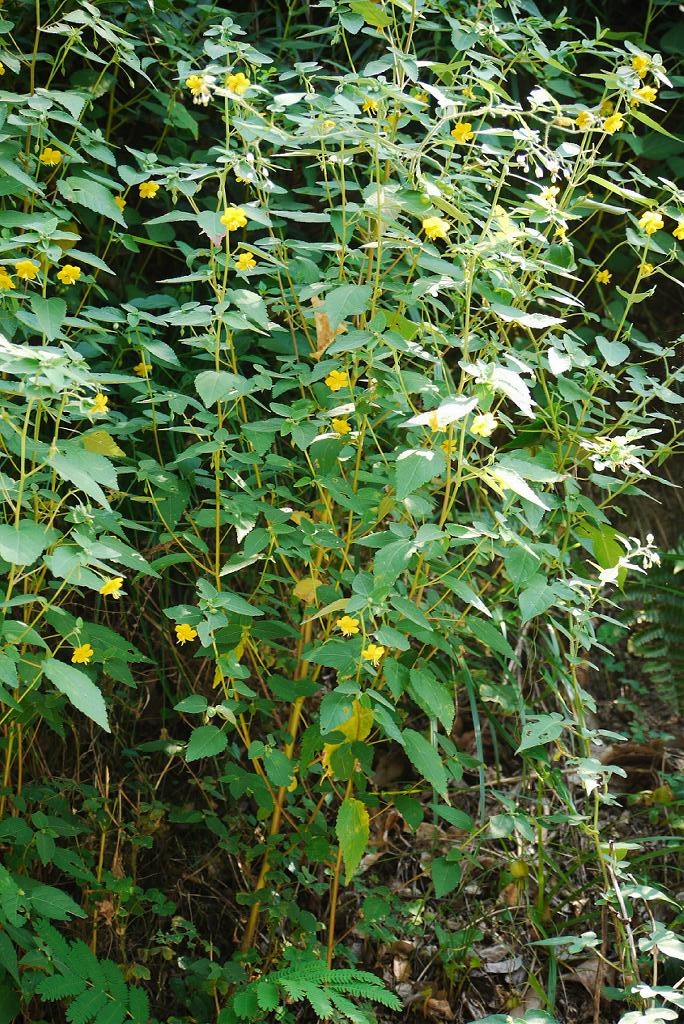
全体の姿
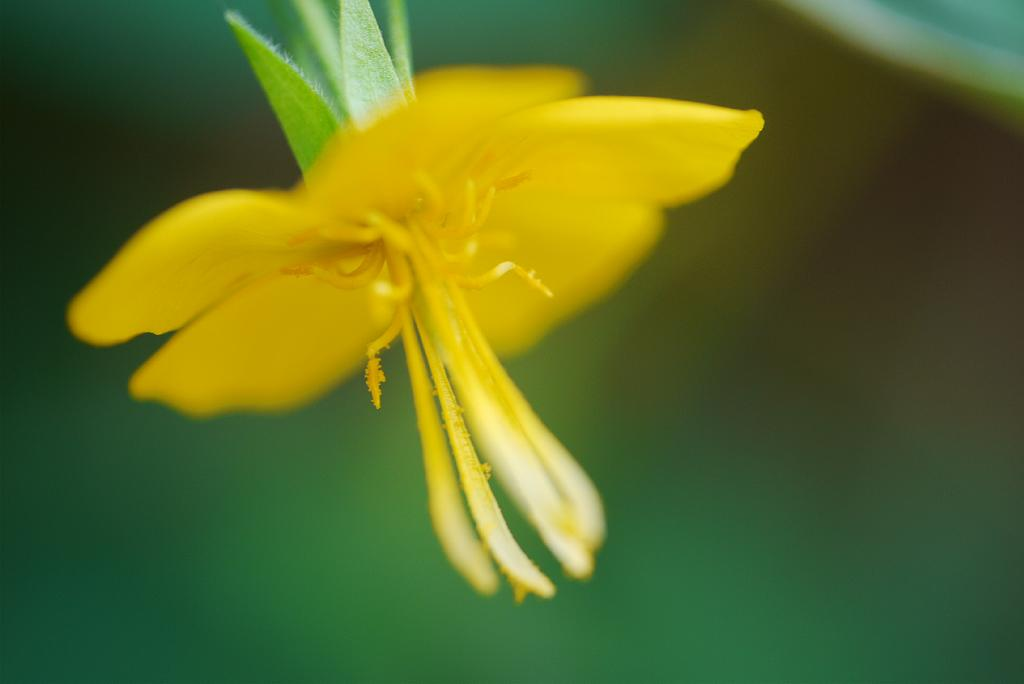
花の拡大

## 分布と生育環境
本州の関東以西から九州にかけて見られる。国外では朝鮮と中国に分布する。
山野や荒れた畑地の路傍などに生える。

## 類似種など
カラスノゴマ属には東アジアから日本にかけて数種があるが、日本国内には本種しかいない。黄色い花はよく目立ち、真ん中から突き出した仮雄蕊が独特なので判別は容易。

## 利用
茎の繊維を麻の代用として利用したことがある。